# Тур-Пяскі
Тур-Пяскі (пол. Tur-Piaski) — село в Польщі, у гміні Міхалув Піньчовського повіту Свентокшиського воєводства.
Населення — 101 особа (2011).
У 1975-1998 роках село належало до Келецького воєводства.

## Демографія
Демографічна структура на день 31 березня 2011 року:
|          | Загалом | Допрацездатний вік | Працездатний вік | Постпрацездатний вік |
| -------- | ------- | ------------------ | ---------------- | -------------------- |
| Чоловіки | 58      | 13                 | 38               | 7                    |
| Жінки    | 43      | 3                  | 26               | 14                   |
| Разом    | 101     | 16                 | 64               | 21                   |